# Lewis Hall
Lewis Kieran Hall (Slough, Inglaterra, 8 de septiembre de 2004) es un futbolista británico que juega en la demarcación de centrocampista en el Newcastle United F. C. de la Premier League de Inglaterra.

## Biografía
Tras formarse como futbolista en las categorías inferiores del Chelsea F. C., finalmente el 8 de enero de 2022 debutó con el primer equipo en la FA Cup contra el Chesterfield. El encuentro finalizó con un resultado de 4-1 tras los goles de Timo Werner, Callum Hudson-Odoi, Romelu Lukaku y Hakim Ziyech para el Chelsea, y de Akwasi Asante para el Chesterfield. Disputó un total de 12 partidos antes de ser cedido al Newcastle United F. C. en agosto de 2023 con una opción de compra. Esta fue ejecutada al finalizar la temporada y firmó un contrato de larga duración.

## Selección nacional
El 14 de noviembre de 2024 hizo su debut con la selección de Inglaterra en un encuentro de la Liga de Naciones de la UEFA 2024-25 frente a Grecia que ganaron por cero a tres.

## Estadísticas

### Clubes
Actualizado al último partido disputado el 26 de febrero de 2025.
| Club                              | Div.          | Temporada     | Liga  | Liga  | Copas | Copas | Internacional | Internacional | Total | Total |
| Club                              | Div.          | Temporada     | Part. | Goles | Part. | Goles | Part.         | Goles         | Part. | Goles |
| --------------------------------- | ------------- | ------------- | ----- | ----- | ----- | ----- | ------------- | ------------- | ----- | ----- |
| Chelsea F. C. Inglaterra          | 1.ª           | 2021-22       | 0     | 0     | 1     | 0     | 0             | 0             | 1     | 0     |
| Chelsea F. C. Inglaterra          | 1.ª           | 2022-23       | 9     | 0     | 2     | 0     | 0             | 0             | 11    | 0     |
| Chelsea F. C. Inglaterra          | Total club    | Total club    | 9     | 0     | 3     | 0     | 0             | 0             | 12    | 0     |
| Newcastle United F. C. Inglaterra | 1.ª           | 2023-24       | 18    | 1     | 3     | 1     | 1             | 0             | 22    | 2     |
| Newcastle United F. C. Inglaterra | 1.ª           | 2024-25       | 27    | 0     | 7     | 0     | ―             | ―             | 34    | 0     |
| Newcastle United F. C. Inglaterra | Total club    | Total club    | 45    | 1     | 10    | 1     | 1             | 0             | 56    | 2     |
| Total carrera                     | Total carrera | Total carrera | 54    | 1     | 13    | 1     | 1             | 0             | 68    | 2     |
| 1. 2.                             |               |               |       |       |       |       |               |               |       |       |

## Palmarés

### Títulos nacionales
| Título          | Club                   | País       | Año  |
| --------------- | ---------------------- | ---------- | ---- |
| Copa de la Liga | Newcastle United F. C. | Inglaterra | 2025 |